# 傑爾齊夫齊
48°35′42″N 22°41′1″E / 48.59500°N 22.68361°E
傑爾齊夫齊（烏克蘭語：Герцівці），是烏克蘭的村落，位於該國西部外喀爾巴阡州，由穆卡切沃區負責管轄，面積0.18平方公里，海拔高度464米，2001年人口79，人口密度每平方公里451.43人。